# Lukáš Štetina
Lukáš Štetina (* 28. Juli 1991 in Nitra) ist ein slowakischer Fußballspieler. Der Abwehrspieler spielt derzeit beim slowakischen Club Spartak Trnava.

## Verein
Lukáš Štetina wurde 1991 in Nitra geboren, wo er auch seine aktive Fußballkarriere beim FC Nitra begann. Beim FCN durchlief er die gesamte Jugendabteilung, bevor er in der Saison 2009/10 der Corgoň liga sein Debüt in der höchsten Slowakischen Fußball-Spielklasse feiern konnte. Am Ende der Saison kam er mit dem Klub bis auf den vierten Tabellenplatz, womit sich dieser für die Europa League 2010/11 Qualifizieren konnte. Dort unterlag Štetina mit dem FC Nitra bereits in der 1. Runde in Hin- und Rückspiel an dem ungarischen Vertreter dem Győri ETO FC.
Nach zwei Spielzeiten in Nitra wechselte Štetina im Februar 2011 zu Metalist Charkiw in die Ukraine. Er debütierte für das Team aus der zweitgrößten Stadt der Ukraine, in der Rückrunde der Saison 2010/11 gegen Worskla Poltawa.